# Alan White (trumslagare i Yes)

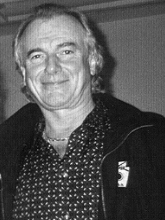
Alan White, 2003.

Alan White, född 14 juni 1949 i Pelton, County Durham, Storbritannien, död 26 maj 2022 i Newcastle, delstaten Washington, USA, var en brittisk rocktrummis som framförallt var känd för sina 34 år i progrockbandet Yes. White spelade på mer än femtio album med artister som John Lennon, George Harrison, Joe Cocker, Ginger Baker och The Ventures. Han har även gett ut ett soloalbum, Ramshackled, från 1974.